# Seixas (Caminha)
Seixas is een plaats (freguesia) in de Portugese gemeente Caminha en telt 1 578 inwoners (2001).

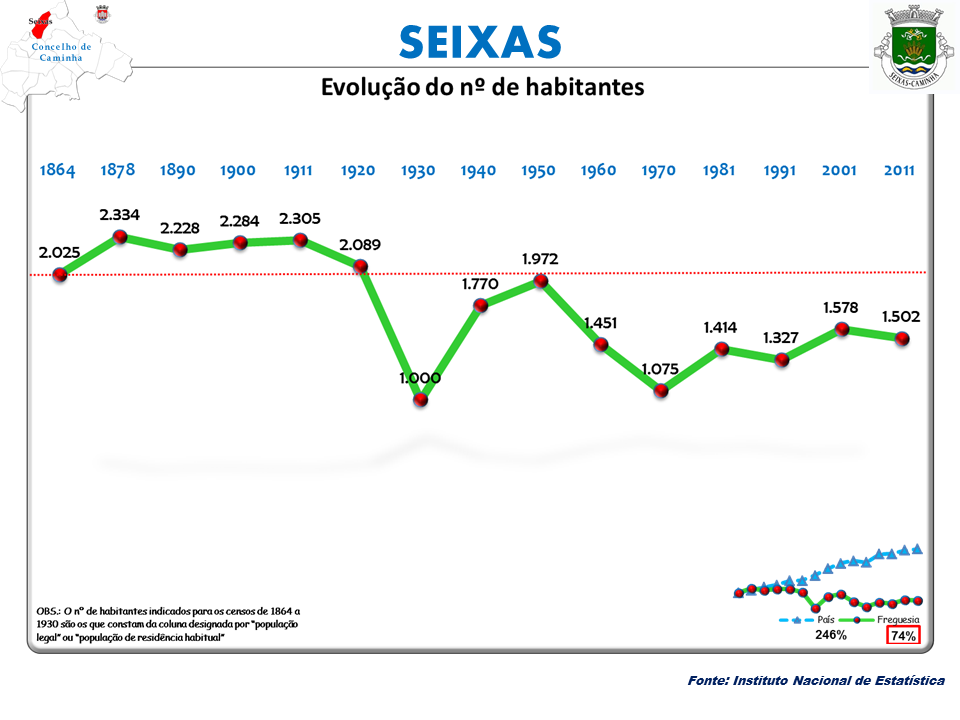
Bevolkingsontwikkeling tussen 1864 en 2011